# Central Line (banda)
Central Line foi um grupo musical britânico de R&B e soul, formado em Londres. Eles gravaram dois álbuns com a Mercury Records na década de 1980 e tiveram dois singles de sucesso nos Estados Unidos, bem como um hit no Top 40 em seu país natal.

## Carreira

### Anos 1970
A banda foi formada em março de 1978 e assinou contrato com a Mercury Records no início de 1979 por John Stainze. Os membros fundadores originais foram Steve Salvari, Camelle Hinds, Lipson Francis e Henry Defoe. Hinds, Francis e Defoe estavam anteriormente em uma banda chamada TFB (Typical Funk Band), que continha membros que formariam o Light of the World. TFB também continha o baterista Errol Kennedy, que mais tarde se juntou ao Imagination. Salvari se juntou ao TFB após a saída de Kenny Wellington no final de 1976, como seu segundo tecladista e os membros da banda eram Salvari, Hinds, Francis, Defoe e Kennedy. A banda tocou por cerca de um ano e depois se separou. Francis e Defoe foram trabalhar com um baixista que estava no Boney M., e Salvari e Hinds ficaram juntos para trabalhar em vários projetos.
No início de 1978, quatro dos membros do TFB voltaram a se reunir e expandiram o formato anterior recrutando Linton Beckles (Linton Charles Beckles, 17 de dezembro de 1955 - 3 de abril de 2015) e Kim "Jake" Le Mesurier (filho mais novo dos atores ingleses John Le Mesurier e Hattie Jacques e irmão do guitarrista de longa data de Rod Stewart, Robin Le Mesurier). A banda decidiu que precisava de uma nova identidade, e Defoe surgiu com o nome Central Line, porque a banda agora estava seguindo uma linha central de funk e soul.
Eles excursionaram com Roy Ayers, Grover Washington, Fat Larry's Band e the Real Thing. Central Line lançou seu single de estreia, "Wot We Got Its Hot", com boa recepção, mas seu segundo single, "Sticks & Stones", não se saiu tão bem. Eles terminaram o ano aparecendo no Roadshow de Linda Lewis, da BBC Television.

### Anos 1980
Na semana de 3 de outubro de 1981, Cash Box tinha "Walking in the Sunshine (remix)" em 1º lugar na Northeast Dance Music Chart. Duas semanas depois, no dia 17 daquele mês, enquanto ainda estava em primeiro lugar na parada Northeast Dance Music, "Walking in the Sunshine" estreou em 90º lugar na parada Cash Box Top 100 Singles.
Seu autointitulado, produzido por Roy Carter, foi lançado no Mercury SRM-1-4033 no final de 1981. Uma das escolhas de destaque, o álbum foi resenhado pela Cash Box na edição de 26 de dezembro da revista. Com o crítico elogiando as bandas de R&B de Londres, Central Line foi chamada de "a verdadeira nata do gênero", com "Walking into Sunshine" apontado como uma prova disso. Outras escolhas foram "Goodbye" e "Shake It Up". O álbum também estreou em 62º lugar na parada dos 75 melhores álbuns do Cash Box Black Contemporary naquela semana.
Apesar de um sucesso club com "Walking into Sunshine", que vendeu bem nos Estados Unidos, e um hit no Top 40 do Reino Unido com "Nature Boy", o sucesso mainstream consistente os escapou, e eles se separaram em agosto de 1984.

## Trabalho fora do grupo
Salvari saiu no início de 1980. Depois de trabalhar com Barry White, Robert Palmer e Sheena Easton, ele continuou na indústria musical como produtor musical. Mel Gaynor saiu após seu álbum de estreia ser lançado para se juntar ao Simple Minds, e logo depois Henri Defoe teve uma colaboração escrita com Michael Finbarr Murphy.
O baixista Hinds mais tarde formou o Hindsight com Defoe, e também tocou baixo no The Style Council, além de formar os Walkers com o trompetista Canute Wellington, e lançar "(Whatever Happened to) the Party Groove" / "Sky's the Limit" em 1983.

## Últimos anos
Le Mesurier morreu na Espanha na década de 1990 de overdose acidental de drogas.
Beckles morreu em Londres de complicações de pneumonia em 3 de abril de 2015. Ele tinha 59 anos. Seu filho é o jogador de futebol Omar Beckles, do Leyton Orient.
Lipson Francis morreu em 29 de junho de 2018.

## Membros originais
- Steve Salvari – Vocal, teclado
- Camelle Hinds – Vocal, baixo
- Lipson Francis – Vocal, teclado
- Henri Defoe – Vocal, guitarra
- Jake Le Mesurier – Bateria, percussão
- Linton Beckles – Vocal, percussão
- Mel Gaynor – Bateria, percussão
- Michael Finbarr Murphy – Guitarra, teclado
- Roy Carter – Teclado, guitarra
- Steve Jeffries – Teclado
- George Chandler – Vocal de apoio
- Dee Sealy – Vocal de apoio
- Jimmy Chambers – Vocal de apoio

## Discografia

### Álbuns
| Ano                                                                                           | Título         | Gravadora       | Posições nas paradas | Posições nas paradas | Posições nas paradas | Posições nas paradas |
| Ano                                                                                           | Título         | Gravadora       | US                   | US R&B               | UK                   |                      |
| --------------------------------------------------------------------------------------------- | -------------- | --------------- | -------------------- | -------------------- | -------------------- | -------------------- |
| 1981                                                                                          | Central Line   | Mercury Records | 145                  | 32                   | —                    |                      |
| 1981                                                                                          | Breaking Point | Mercury Records | —                    | —                    | 64                   |                      |
| 1983                                                                                          | Choice         | Mercury Records | —                    | —                    | —                    |                      |
| "—" denota lançamentos que não entraram nas paradas ou não foram lançados naquele território. |                |                 |                      |                      |                      |                      |

### Singles
| Ano                                                                                           | Título                           | Posições nas paradas | Posições nas paradas | Posições nas paradas | Posições nas paradas |
| Ano                                                                                           | Título                           | US Pop               | US R&B               | US Dance             | UK                   |
| --------------------------------------------------------------------------------------------- | -------------------------------- | -------------------- | -------------------- | -------------------- | -------------------- |
| 1979                                                                                          | "Wot We Got (It's Hot)"          | —                    | —                    | —                    | —                    |
| 1980                                                                                          | "Sticks & Stones"                | —                    | —                    | —                    | —                    |
| 1980                                                                                          | "You Can Do It (You Know)"       | —                    | —                    | —                    | 67                   |
| 1981                                                                                          | "That's No Way to Treat My Love" | —                    | —                    | —                    | —                    |
| 1981                                                                                          | "Walking into Sunshine"          | 84                   | 14                   | 5                    | 42                   |
| 1982                                                                                          | "Don't Tell Me"                  | —                    | —                    | —                    | 55                   |
| 1982                                                                                          | "You've Said Enough"             | —                    | 54                   | 11                   | 58                   |
| 1982                                                                                          | "Nature Boy"                     | —                    | —                    | —                    | 21                   |
| 1983                                                                                          | "Surprise Surprise"              | —                    | —                    | —                    | 48                   |
| 1983                                                                                          | "Time for Some Fun"              | —                    | 49                   | 39                   | 99                   |
| 1983                                                                                          | "Lovely Day"                     | —                    | —                    | —                    | 81                   |
| 1984                                                                                          | "Betcha Gonna"                   | —                    | —                    | —                    | —                    |
| "—" denota lançamentos que não entraram nas paradas ou não foram lançados naquele território. |                                  |                      |                      |                      |                      |